# BIBO

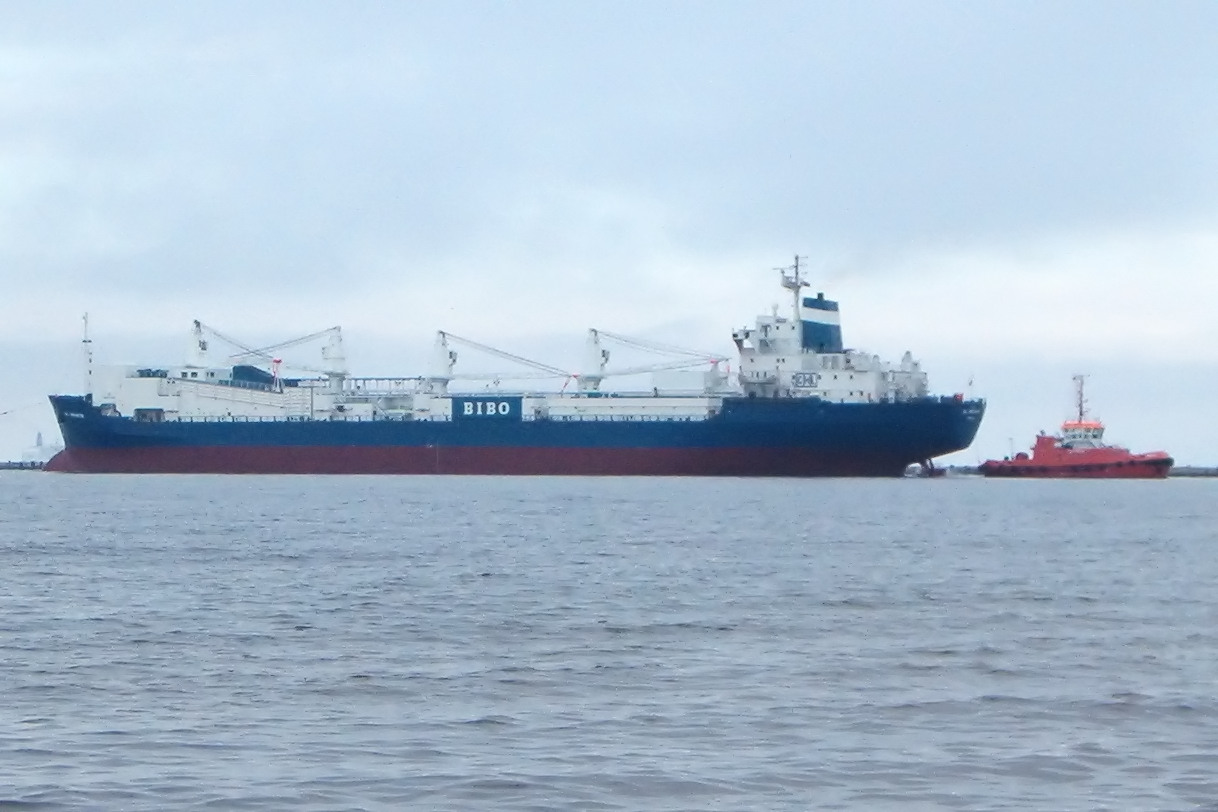
Cukrowiec CHL Innovator opuszczający gdański port

BIBO (Bulk In, Bags Out/Bulk Out) – typ statku przeznaczony do transportu sypkiego cukru. Cechą charakterystyczną tego typu masowców jest zainstalowana na nich kompletna linia technologiczna do pakowania towaru. W ten sposób statek w jednym porcie pobiera cukier luzem, a do portu docelowego dostarcza towar zapakowany w worki.
Na świecie istnieją tylko trzy tego typu jednostki:
- MV CHL Innovator (armator: Commodity Handling Ltd.)
- MV CHL Progressor (armator: Commodity Handling Ltd.)
- MV Pioneer (armator: Sugar Australia Ltd.)